# Cluzobra boulardi
Cluzobra boulardi är en tvåvingeart som beskrevs av Loïc Matile 1996. Cluzobra boulardi ingår i släktet Cluzobra och familjen svampmyggor. Inga underarter finns listade i Catalogue of Life.